# Villaggio Falcone
Villaggio Falcone, già Ponte di Nona, è una frazione di Roma Capitale, situata in zona Z. X Lunghezza, nel territorio del Municipio Roma VI (ex Municipio Roma VIII).

## Geografia fisica
Sorge sul lato nord della via Prenestina, tra le frazioni di Colle del Sole a sud e Villaggio Prenestino a est.

## Storia
Sorge come borgata spontanea con il nome Ponte di Nona, dall'omonimo ponte, eretto intorno al II secolo a.C., sito al nono miglio (miglio romano) della via Prenestina (il nome sta per "ponte della nona miglia").
Già piano di zona 20, l'attuale denominazione, proposta dal sindaco di Roma Walter Veltroni in onore di Giovanni Falcone, è stata assegnata il 23 gennaio 2008 con una risoluzione approvata all'unanimità dal Consiglio dell'VIII Municipio.

## Architetture religiose
- Chiesa di Santa Maria Josefa del Cuore di Gesù, su piazza Santa Maria Josefa del Cuore di Gesù. 41.898207°N 12.676457°E

Parrocchia eretta il 2 ottobre 1989 con decreto del cardinale vicario Ugo Poletti e intitolata a Santa Luisa de Marillac. Il 19 febbraio 1997, con decreto del cardinale vicario Camillo Ruini, la parrocchia assume la denominazione di Beata Maria Josefa del Cuore di Gesù. In seguito alla santificazione della beata, con decreto del 10 gennaio 2001 la parrocchia assume la denominazione di Santa Maria Josefa del Cuore di Gesù. Il territorio è stato desunto da quello delle parrocchie di Sant'Eligio e SS. Trinità a Lunghezza.

## Cinema
Gli edifici multicolori di edilizia popolare sono stati utilizzati da alcune opere del cinema recente come emblema della periferia romana, se non addirittura della periferia in generale.
- La protagonista del film Un giorno speciale di Cristina Comencini, Gina, vive in un alloggio situato in tali palazzine[4].
- Le stesse palazzine sono riprese in più scene nel film La buca di Daniele Ciprì[5].
- Ne La terra dell'abbastanza di Damiano e Fabio D'Innocenzo sono presenti le palazzine multicolore e la fontana in secca antistante.

## Odonimia
Nella parte più vecchia del quartiere, con via della Riserva Nuova e via del Fosso Scilicino troviamo i nomi di alcuni comuni abruzzesi e molisani.
Nella parte di più recente costruzione troviamo vie dedicate a religiosi, filantropi e pacifisti di varie nazionalità.